# Eric Mingus
Eric Dolphy Mingus (* 8. Juli 1964 in New York City) ist ein US-amerikanischer Blues- und Jazzsänger, Komponist und der jüngste Sohn von Charles Mingus.

## Leben und Wirken
Eric Mingus ist Sohn der dritten Frau von Charles Mingus, Judith Starkey; er wurde nach dem kurz zuvor verstorbenen Eric Dolphy benannt, der in der Band seines Vaters Charles Mingus gespielt hatte. Er wuchs in Upstate New York auf, wohin seine Familie zog, als er acht Jahre alt war; als Jugendlicher beschäftigte er sich mit der Lyrik von Langston Hughes und T. S. Eliot und trat in Theaterstücken auf. Als junger Erwachsener war er Amateurboxer und trainierte bei Floyd Patterson; Nach einem kurzen Studienaufenthalt am Berklee College of Music (Gesang und Bass) 1985 tourte er als Vokalist mit Bobby McFerrin, Carla Bley und Karen Mantler, an deren Album My Cat Arnold (1988) er mitwirkte. 1994 zog er auf Einladung von Ray Davies nach London, wo er ein Duo mit dem Trompeter Jim Dvorak bildete; 1999 entstand das gemeinsame Album This Isn’t Sex.
Er lebte anschließend in Berlin und Kopenhagen, wo er neben seinen Auftritten auf verschiedenen Jazzfestivals Vokal-Improvisation unterrichtete; er wirkte außerdem bei einem Charles Mingus-Workshop im Londoner Community Music House mit. Im Laufe seiner Karriere arbeitete er u. a. mit der Mingus Big Band, Hubert Sumlin, Elliott Sharps Band Terraplane, Todd Rundgren, Elvis Costello, Nick Cave, Steven Bernstein, Catherine Sikora, Erik Lawrence und Levon Helm. Er wirkte auch bei Projekten des Produzenten Hal Willner mit, wie 2005 bei dem Harold-Arlen-Tributalbum Stormy Weather.
Im Jahr 2000 legte er sein Debütalbum Um...Er...Uh vor, dessen Titel sich ironisch auf die LP Mingus Ah Um seines Vaters von 1959 bezieht; 2002 folgte Too many Bulletts ... not Enough Soul. 2007 entstand auf dem Intuition-Label Healin’ Howl. Seine eigenen Kompositionen umspannen stilistisch Blues, Rock und Jazz; er schrieb zudem Filmmusik für drei Dokumentarfilme und eigene Projekte. 2009 trat er mit Wolfgang Puschnig auf dem Jazzfestival Saalfelden auf. Mit Dave Amram interpretierte er die Jazzgedichte von Langston Hughes (The Dream Keeper, 2012). Seine radikale Neuinterpretation der Oper Tommy beim Adelaide Festival 2015 (unter anderem mit der Saxophonistin Catherine Sikora) wurde von der Kritik verrissen. 2017 legte er mit David Amram das Album Langston Hughes: The Dream Keeper vor. 2018 tourte er mit Elliott Sharps Fourth Blood Moon in Europa. Im selben Jahr legte er mit Sikora das Album Chrysalis vor, das Vladimir Nabokovs Beschäftigung mit Schmetterlingen reflektiert.